# Gazzo Veronese
Gazzo Veronese ist eine nordostitalienische Gemeinde (comune) mit 5179 Einwohnern (Stand 31. Dezember 2023) in der Provinz Verona in Venetien. Die Gemeinde liegt etwa 33,5 Kilometer südsüdöstlich von Verona und etwa 21 Kilometer östlich von Mantua am Tione. Die Gazzo Veronese grenzt unmittelbar an die Provinz Mantua. Ferner führt der Tartaro-Canalbianco-Po di Levante als Strömungsnetz durch die Gemeinde.

## Verkehr
Durch die Gemeinde führt die Strada Statale 12 dell'Abetone e del Brennero von Pisa zum Brennerpass. Der Haltepunkt im Ortsteil Roncanova an der Bahnstrecke Verona–Bologna ist 2008 geschlossen worden. 